# Moritz Calisch

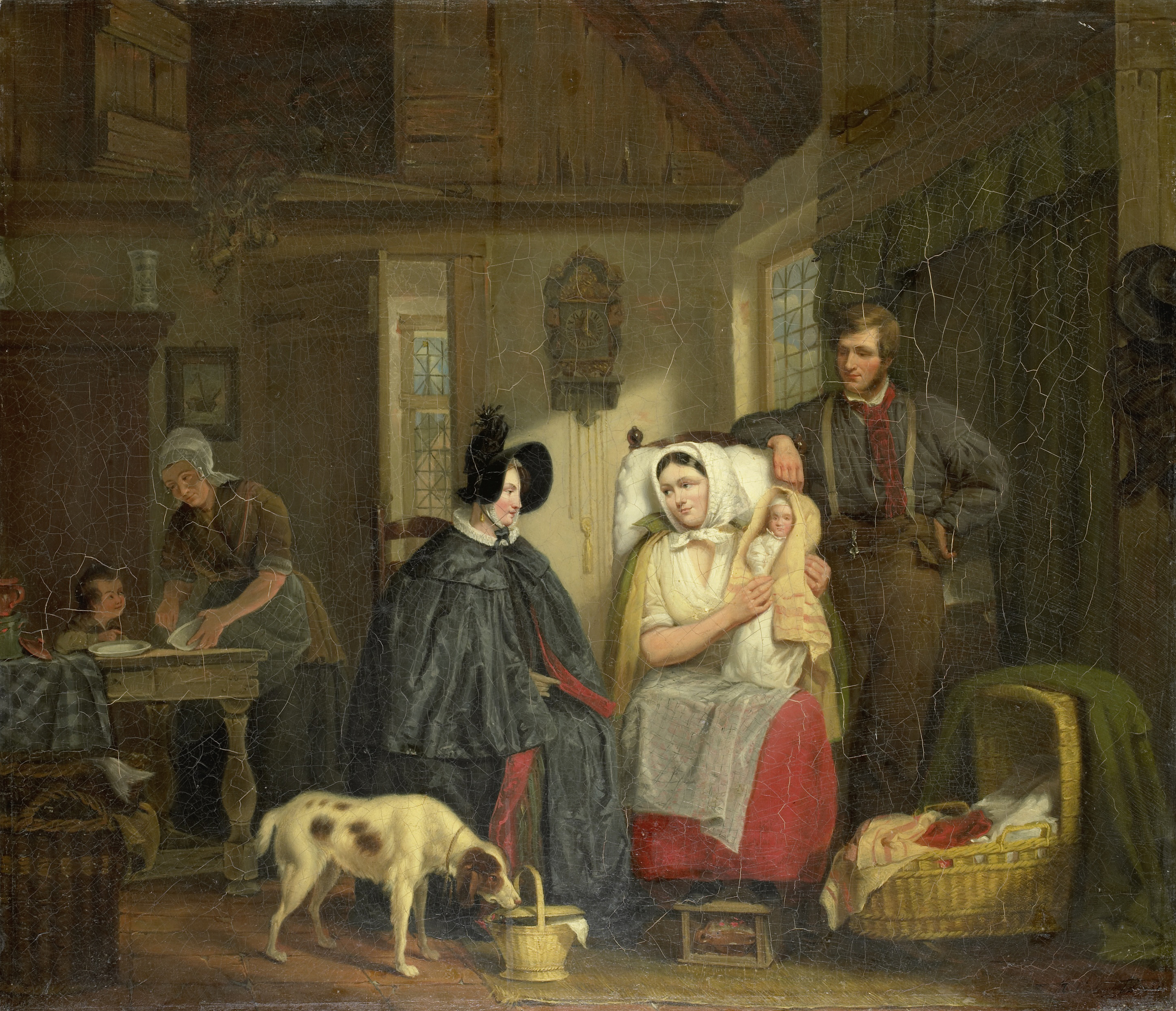
Besuch einer Hebamme

Moritz Calisch (* 12. April 1819 in Amsterdam; † 13. März 1870 ebenda) war ein niederländischer Porträt-, Historien- und Genremaler jüdischer Abstammung.
Calisch studierte an der Koninklijke Akademie van Beeldende Kunsten in Amsterdam bei Jan Adam Kruseman.  Er wurde Mitglied, später Vizevorsitzender von „Arti et Amicitiae“.
Von der Teekengenootschap von Rotterdam erhielt er 1834 eine Silbermedaille für den „Besuch einer Hebamme in der Familie eines Fischers“.
Den größten Erfolg brachten ihm seine Historienbilder: „König Franz I. von Frankreich am Sterbebett Leonardo da Vinci“ und „Tod des Demosthenes“. Das Gemälde „König Ludwig Napoleon bringt seinen notleidenden Untertanen Hilfe“ wurde 1855 in die königliche Gemäldegalerie eingekauft.